# Niels Andreas Christensen

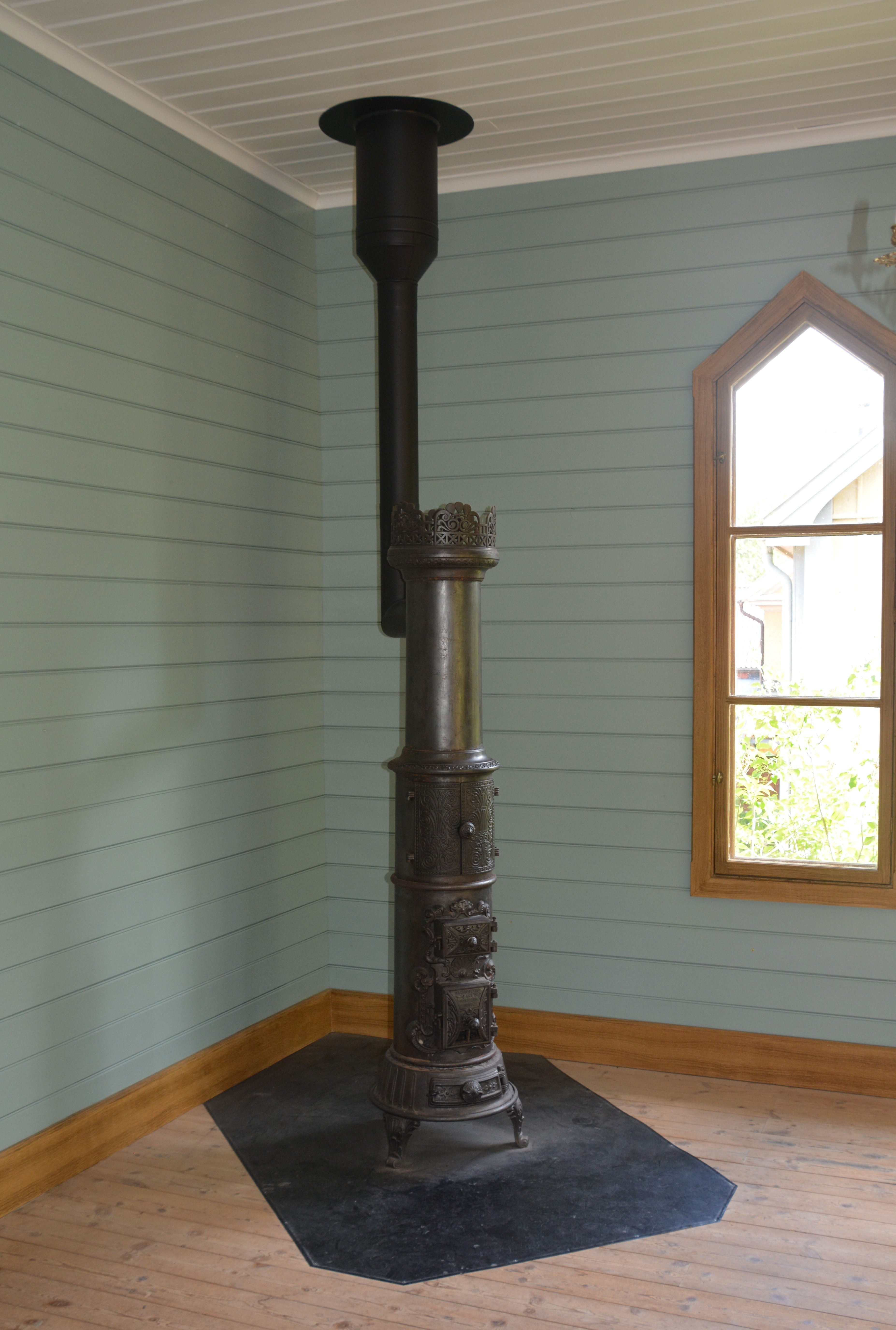
Kamin, här placerad i Kägelbanan på Torekällberget i Södertälje.

Niels Andreas Christensen, född 31 augusti 1830 i Stauning, Ringkøbing i Danmark, död 1914 i Hellerup i Gentofte, var en dansk gjutare och företagsgrundare,
Niels Andreas Christensen utbildade sig på handelsskola och arbetade under tre år som bokhållare på ett stålgjuteri i Thisted. Han grundade 1853, tillsammans med kompanjonen Bonne, N.A. Christensen & Co. Jernstøberi i Nykøbing Mors på Jylland i Danmark. 
N.A. Christensen lämnande driften av gjuteriet 1887.